# Penisola Pesce
La penisola Pesce è una penisola lunga circa 30 km e completamente coperta dai ghiacci, situata sull'isola di Alessandro I, in Antartide. La penisola, la cui estremità prende il nome di punta Dykeman, si trova in particolare sulla costa sud-occidentale della penisola Beethoven, tra l'insenatura di Rameau, a sud-ovest, e l'insenatura di Verdi, a nord-est, che sono entrambe ricoperte dal ghiaccio.

## Storia
La penisola Pesce è stata fotografata dal cielo già durante la spedizione antartica di ricerca svolta nel 1947-48 e comandata da Finn Rønne, ed è stata delineata più dettagliatamente nel 1960 da D. Searle, cartografo del British Antarctic Survey (al tempo ancora chiamato "Falkland Islands Dependencies Survey", FIDS), sulla base di fotografie aeree scattate durante tale spedizione. Dopo essere stata mappata ancora più in dettaglio da membri dello United States Geological Survey grazie a fotografie satellitari scattate da uno dei satelliti Landsat tra il 1972 e il 1973, è stata infine così battezzata dal Comitato consultivo dei nomi antartici in onore del comandante Victor L. Pesce, della marina militare statunitense, che comandò lo squadrone di sviluppo antartico VX-6 dal maggio 1980 al maggio 1981.